# Фърнан Лейк Вилидж
Фърнан Лейк Вилидж (на английски: Fernan Lake Village) е град в окръг Кутни, щата Айдахо, САЩ. Фърнан Лейк Вилидж е с население от 186 жители (2000) и обща площ от 0,2 km². Намира се на 652 m надморска височина. Телефонният му код е 208.